# Beira Grande
Beira Grande est un village portugais de la municipalité de Carrazeda de Ansiães, de 14,76 km2 de superficie et 144 habitants (2011). Densité: 9,8 hab/km2.